# Viagrande
Viagrande ist eine Stadt der Metropolitanstadt Catania in der Region Sizilien in Italien mit 8922 Einwohnern (Stand 31. Dezember 2023).

## Lage und Daten
Viagrande liegt 13 Kilometer nördlich von Catania am südlichen Hang des Ätnas. Die Einwohner arbeiten hauptsächlich in der Landwirtschaft (Obst und Wein) und im Tourismus. 
Die Nachbargemeinden sind Aci Bonaccorsi, Aci Sant’Antonio, San Giovanni la Punta, Trecastagni und Zafferana Etnea.

## Geschichte
Das Gründungsjahr ist unbekannt. Der Name erklärt sich aus der Lage an der Via Grande nach Messina.

## Sehenswürdigkeiten
- Pfarrkirche, gebaut 1711, geweiht Santa Maria dell' Itria
- Wohnhäuser mit Portalen aus Lavastein im Ortskern
- Im Januar findet zu Ehren des lokalen Schutzpatrons, des Heiligen Maurus, ein mehrtägiges Volksfest statt.